# 2020年ウィンブルドン選手権
2020年ウィンブルドン選手権は6月29日から7月12日まで開催予定だった。しかし新型コロナウイルスの世界的大流行でオールイングランドクラブは4月1日、中止すると発表した。本選手権の中止は第二次世界大戦中以来のことである。
中止を受けBBCは過去の決勝を放送した。